# Capillária
A Capillária Gulliver hatodik útja Karinthy Frigyes szatirikus, utópikus és fantasztikus regénye, mely 1921-ben jelent meg. A mű – akárcsak a szerző 1916-ban íródott, Utazás Faremidóba című regénye – Jonathan Swift Gulliverjének a továbbgondolása és 20. századi kontextusba helyezése. A regény ma is aktuális kérdéseket helyez középpontba.

## Cselekmény
A hatodik útjára induló Gulliver egy hajótörés következtében Capillária tenger alatti világában találja magát. A tengeri lények egy műkopoltyú segítségével megmentik a vízbe fulladástól, így a főhősnek alkalma nyílik megismerkedni a víz alatti királyság egymás mellett élő két társadalmával. A főszereplő kizárólag nőkkel találkozik, akik őt maguk közé sorolják. Bár a szerző megtanulja az oihák nyelvét, sőt királynőjük, Opula is társaságába fogadja, mégis idegenkedve szemléli a tengerlakók világnézetét és – számára kannibalisztikusnak tűnő – étkezési szokásait. Mikor Gulliver egy zavart pillanatában szerelmet vall a szépséges Opulának – mely rávilágított arra, hogy a megvetett és elkorcsosult férfinemhez tartozik –, kiközösítik és egy bullok fegyenctelepre küldik. A főhős egy Halvargó nevű, bullokok által lakott toronyba kerül. Gulliver előbb fogságba esik, majd szökése után egy Angliába tartó hajó fedélzetére kerül.

### Capillária világa
A velő kifröccsent – a vonagló állat abban a pillanatban halálvergődésében felszökkent, és másik oldalára fordult. Olyan ijedelem és borzongás fogott el, hogy azt hittem, elájulok. A kés kiesett kezemből. Lehet, hogy lázas torzítás túlozta ijesztő víziómat – de ebben a pillanatban a tányérról megtört szemekkel és kitátott szájjal és ráncolt homlokán halálos verítékkel egy apró, halvány emberarc meredt vissza arcomba.
A regényben ismertetett világban a nemi dimorfizmus igen szélsőséges méreteket ölt: az emberformájú oihák (nők) testmérete többszöröse a férfiak helyi megfelelőinek, a halszerű bullokoknak, utóbbiak eredetüket tekintve az oihák egy elcsökevényesedett testrészéből alakultak ki, valamint az oihák táplálékforrásául szolgálnak.
Az oihák a bullokokkal szemben alapvetően érzelmes, logikát nélkülöző lények, világukban nem jut hely a filozófiának, valamint a történelemhez és múlthoz való viszonyuk is látványosan hiányzik. A regény végkicsengése pesszimista: a bullokok kísérlete, hogy civilizációt építsenek, eleve kudarcra van ítélve; nagyszabású, vízfelszínig törő tornyaikat – melyek sohasem készülhetnek el – minden esetben az oihák veszik birtokukba, emellett a bullokokat tovább gyengítik csoportjaik ellentétei és alapvetően háborúra berendezkedett társadalmuk. Megegyezésre nincs remény: az oihák megvetik az alsóbbrendűnek vélt bullokokat, utóbbiak nincsenek tudatában az oihák által képviselt veszélynek.

## Műfaja és forrásai
E nyomorult férgek társadalmában az a rögeszme gyökerezett meg, hogy a sűrű és folyós közeg (szóval a tengerfenékre nehezedő vizek) fölött, amiben élnek, egy hígabb, világosabb, végtelenül nagyobb és szabadabb világ következik, ha valahogy el lehetne érni e közeg felszínét. Összeálltak hát, hogy tornyot építenek, ami odáig érjen – e torony felviszi őket a tenger felszínére, s ott egyesülhetnek majd azokkal az isteni lényekkel, kik ama távoli szférák vidékét lakják, Csakhogy – mint láttuk – a tornyot sohase tudják befejezni, az oihák felében elfoglalják tőlük, s ők kezdhetik mindaddig elölről.
A Capillária több utalást tartalmaz Jonathan Swift eredeti írásaira, az utazóregény mint műfaj és a mű befejezése is a swifti ("nőmet és gyermekeimet jó egészségben találtam"). A szatirikus ábrázolásmód és a fantasztikus elemek mellett Karinthy Frigyes – akárcsak más művei esetében – jelentős szerepet szán a tudományos motívumoknak. Tudjuk, hogy a víz alatti világ ötlete rendkívül népszerű volt a korban, Karinthy mégsem elégedett meg a szárazföldi viszonyok egy az egyben való átültetésével, hanem felvetette a műkopoltyú gondolatát. Érdekesség, hogy az író biblikus motívumokat is beépített művébe, mint a Bábel tornya építése vagy az emberiség teremtésének sajátságos újraértelmezése.

## Társadalmi és politikai vonatkozások
A regényt a 20. század első éveinek-évtizedeinek női emancipációt követelő mozgalmai ihlették, melyek a szerző szerint elvonták a figyelmet a férfiak emancipációjának szükségességéről. A szerző a mű 1925-ös kiadásban megjelenő előszavában fejtette ki nézőpontját, míg a regény egyik leglényegesebb mozzanata a Gulliver és Opula, az oihák királynője közötti párbeszéd.
A férfiak nők általi kihasználásának irodalmi megjelenítése, a nők világszemléletének és erkölcseinek el- és megítélése, továbbá a nők intellektuális teljesítményeinek hiánya Karinthy Frigyes más műveiben is fellelhető; mindennek magyarázatául az író csalódottsága, magánéleti kudarcai hozhatók fel.
Említést érdemel, hogy a feminizmuson és a velejáró választójogi harcon kívül Karinthy a kor egyéb politikai törekvéseit is áttekinti: a bullokok háborúi és politikai élete kapcsán a szerző az első világháború militarizmusára, a baloldali internacionalizmusra, valamint az egyes szám első személyű személyes névmás eltörlésével kapcsolatban a kollektivizmusra utalt.